# Epactoides basilewskyi
Epactoides basilewskyi är en skalbaggsart som beskrevs av Vladimir Balthasar 1960. Epactoides basilewskyi ingår i släktet Epactoides och familjen bladhorningar. Inga underarter finns listade i Catalogue of Life.